# Венцел Лудвиг Хенкел фон Донерсмарк
Венцел Лудвиг Хенкел фон Донерсмарк (на немски: Wenzel Ludwig von Donnersmarck, Graf Henckel von Donnersmarck; * 29 март 1680 в Богумин/Одерберг; † 29 март 1734 в Одерберг, Барним, Бранденбург) е граф на Хенкел и фрайхер на Донерсмарк (1699 – 1734).
Той е малкият син на Елиас Андреас Хенкел фон Донерсмарк (1632 – 1699), господар на Бойтен-Одерберг, и съпругата му фрайин Барбара Хелен фон Малтцан (1641 – 1726), дъщеря на фрайхер Йохан Бернхард II фон Малтцан-Вартенберг-Пенцлин (1597 – 1667) и графиня Анна Урсула фон Хоенцолерн (1607 – 1640).
Брат е на Йохан Ернст, Хенкел фон Донерсмарк, господар на Одерберг (1673 – 1743), граф Ердман Хайнрих
Хенкел фон Донерсмарк (1681 – 1752) и на Хелена Констанция фон Донерсмарк (1677 – 1753), омъжена 1697 г. за граф Йохан Кристиан I фон Золмс-Барут (1670 – 1726), брат на бъдещата му съпруга Хедвиг Шарлота.

## Фамилия
Венцел Лудвиг Хенкел фон Донерсмарк се жени на 11 август 1706 г. в Барут за Хедвиг Шарлота фон Золмс-Барут (* 24 октомври 1678 в Барут; † 6 септември 1734), дъщеря на граф Фридрих Зигизмунд I фон Золмс-Барут (1627 – 1696) и Ернестина фон Шьонбург-Валденбург-Хартенщайн (1642 – 1713). Те имат децата:
- Хелена Ернеста Хенкел фон Донерсмарк (* 11 март 1708, Пьолциг; † 3 август 1766, Магдебург)
- Шарлота Луиза Хенкел фон Донерсмарк (* 3 април 1709, Одерберг; † 25 юни 1784, Карлсбург), омъжена на 21 ноември 1737 г. в Пьолциг, Грайц, за граф Карл Вилхелм фон Зайн-Витгенщайн-Берлебург-Карлсбург (* 4 април 1693; † 18 януари 1749)
- Хедвиг София Хенкел фон Донерсмарк (* 13 ноември 1713; † 30 януари 1716)
- Елиас Лудвиг Бернхард Хенкел фон Донерсмарк (* 17 юли 1715; † 1715)
- Хедвиг София Хенкел фон Донерсмарк (* 7 май 1717, Одерберг; † 21 февруари 1795, Диц), омъжена на 14 февруари 1740 г. в Пьолциг, Грайц за княз Виктор Амадей Адолф фон Анхалт-Бернбург-Шаумбург-Хойм (* 7 септември 1693; † 15 април 1772)
- Лудвиг-Бернхард Хенкел фон Донерсмарк (* 5 май 1719, Одерберг; † 19 януари 1739, Полциг при катастрофа)